# جايسون مارتن
جايسون مارتن (بالإنجليزية: Jason Martin)‏ هو لاعب كرة قدم أمريكية أمريكي، ولد في 12 ديسمبر 1972.

## وصلات خارجية
- جايسون مارتن على موقع JustSportsStats.com (الإنجليزية)
- جايسون مارتن على موقع كلية كرة القدم في سبورتس رفرنس.كوم (الإنجليزية)